# Josef Liebhardt
Josef Liebhardt (Vienna, 1898 – ...) è stato un allenatore di calcio e calciatore austriaco, di ruolo attaccante.

## Palmarès

### Giocatore

#### Competizioni nazionali
- Seconda Divisione: 1

Biellese: 1925-1926